# Mamser
Ein Mamser oder Mamzer (hebräisch ממזר, vereinzelt als Bastard übersetzt) ist nach dem jüdischen Gesetz der Nachkomme einer verbotenen Beziehung zwischen zwei Juden. Dies betrifft eine ehebrecherische Beziehung eines Mannes mit einer verheirateten Frau, die Vergewaltigung einer verheirateten Frau (nicht aber einer ledigen Frau) sowie Inzest. Wenn eine Frau religiös verheiratet war und nur zivilrechtlich geschieden wurde – zum Beispiel weil der Mann sich weigerte, einen Scheidebrief auszustellen –, gelten ihre Kinder aus zweiter Ehe als Mamser. Das uneheliche Kind eines verheirateten Vaters gilt nicht als Mamser, wenn die Mutter selbst nicht verheiratet ist. 
Der Mamser-Status ist erblich: Wessen Vater oder Mutter Mamser ist, gilt ebenfalls als Mamser. Mamserim gelten als Juden, dürfen aber keine Juden heiraten, außer andere Mamserim oder zum Judentum Übergetretene.
Diese Bestimmungen sind innerhalb des Judentums nicht allgemein anerkannt. Liberale Strömungen wenden diese Regeln seit dem 19. Jahrhundert nicht mehr an. Einige orthodoxe Autoritäten behelfen sich mit der rechtlichen Fiktion, dass Mamserim nicht lebensfähig sind. Somit kann dann ein Kind, das das Säuglingsalter überlebt, gar kein Mamser sein.

## Konsequenzen in Israel
Schwerwiegende Konsequenzen kann der Mamser-Status in Israel haben: Rabbinatsgerichte verweigern die Eheschließung zwischen Mamsern und anderen Juden und führen „Schwarze Listen“ von Personen, die keine Juden heiraten dürfen (neben Mamserim auch Personen, die nicht nachweisen können, dass sie Juden sind). Da es in Israel keine Zivilehe gibt, können solche Paare in Israel nicht heiraten. Noch schwieriger ist die Situation für Personen, bei denen unklar ist, ob sie Mamser sind oder nicht: Sie dürfen in Israel weder Nicht-Mamser noch Mamser heiraten.
Ein Kind einer geschiedenen Frau, das innerhalb von 300 Tagen (Dauer einer Schwangerschaft, aufgerundet) nach der Scheidung geboren wurde, darf nach israelischem Recht keinem anderen Vater zugeschrieben werden, als dem geschiedenen Ehemann – nicht einmal dann, wenn Mutter und biologischer Vater und geschiedener Ehemann dies wünschen. Dieses Gesetz soll die Zahl der Mamser in Israel gering halten, hat aber nachteilige Konsequenzen für Männer, denen Sorgerecht vorenthalten wird, und Frauen, die keinen Unterhalt einklagen können.
In Israel werden jährlich ca. 50 Neugeborene als Mamser klassifiziert.